# Ribeira da Barca

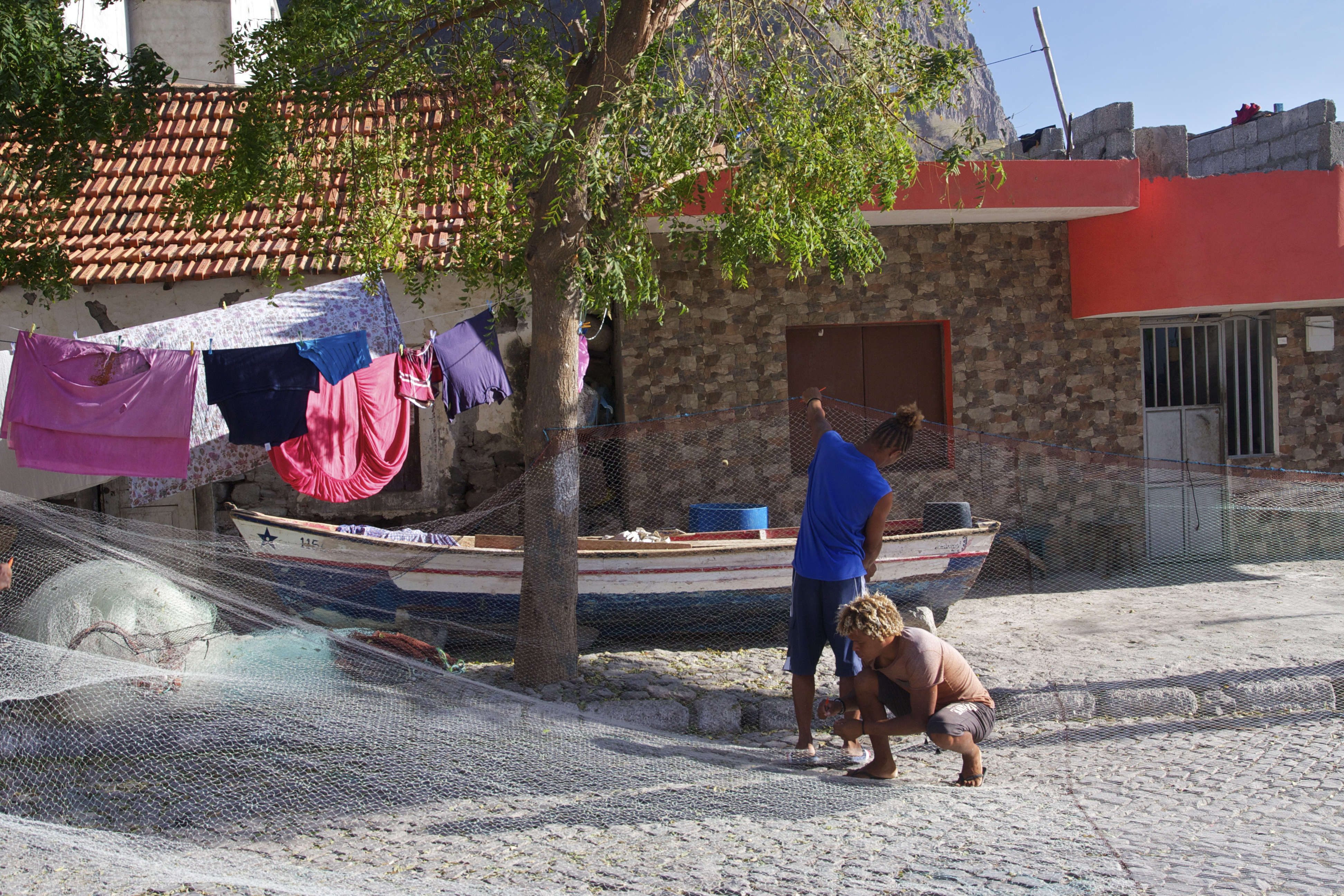
Préparation des filets de pêche à Ribeira da Barca.

Ribeira da Barca est un village du Cap-Vert sur l’île de Santiago.